# Muzafer Sherif
Muzaffer Şerif Başoğlu, später offiziell Muzafer Sherif (* 29. Juli 1906 in Ödemiş, Provinz Izmir, Osmanisches Reich; † 16. Oktober 1988 in Fairbanks, Alaska, USA), war ein türkisch-US-amerikanischer Sozialpsychologe, der insbesondere durch seine Forschungen zum sozialen Einfluss und die Erforschung von Konflikten innerhalb und zwischen Gruppen bekannt wurde.

## Leben
Şerif bzw. Sherif absolvierte das amerikanische College in Izmir (İzmir Amerikan Koleji). Sein Hochschulstudium schloss er im Bereich Philosophie an der Fakultät für Literaturwissenschaft der Universität Istanbul ab. Nach der Übersiedlung in die USA machte er seinen Master an der Harvard University; seinen Doktorgrad erwarb er an der Columbia University. Später forschte und lehrte er an der Yale University, der University of Oklahoma und der Pennsylvania State University.
Şerif beschäftigte sich intensiv mit dem Verhalten von Gruppen, mit der Einflussnahme der Gruppe auf die Einzelperson und dem daraus resultierenden Konformitätsverhalten des Einzelnen.

### Experiment zum informativen sozialen Einfluss
Eines seiner bekanntesten Experimente basierte auf dem autokinetischen Effekt. Dieser Effekt ist eine Bewegungstäuschung eines stationären Lichtpunktes bei Dunkelheit. Da Anhaltspunkte für die Position des Lichtpunktes fehlen, scheint der Lichtpunkt sich subjektiv zu bewegen. Şerif ließ Versuchspersonen in einen dunklen Raum führen und wies sie an, Schätzungen zum Ausmaß der Bewegungen des Lichtpunktes zu geben. In jeder Sitzung wurde der Punkt 100-mal dargeboten. Hierbei bildete Şerif drei Gruppen. Die erste Gruppe als Kontrollgruppe sollte die Bewegungen des Punktes in Einzelsitzungen einschätzen. Dabei erwies sich, dass jede Person für sich einen Standard entwickelt, welcher sich von Person zu Person unterscheiden kann, jedoch bei anschließenden Sitzungen beibehalten wird. Die zweite Gruppe sollte die Schätzungen zunächst alleine abgeben und danach bei weiteren Durchgängen in Gruppen von zwei bis drei Personen. Die dritte Gruppe sollte die Schätzungen zuerst in einer Gruppe und erst danach alleine abgeben.
Şerif konnte zeigen, dass die Versuchspersonen der zweiten Gruppe ziemlich rasch eine Standardschätzung abgaben, ihre sogenannte persönliche Norm. Sobald sie aber in der Gruppe schätzten, näherten sich ihre vorher sehr unterschiedlichen Urteile in Richtung einer gemeinsamen Position, der Gruppennorm.
Die Schätzungen der dritten Gruppe hingegen verlief in die Gegenrichtung. Dadurch, dass die Versuchspersonen zuerst innerhalb der Gruppe ihre Schätzungen abgaben, entwickelte sich die Gruppennorm von Anfang an. Die Versuchspersonen hielten sich auch dann noch an die Gruppennorm, als sie ihre Schätzungen alleine abgaben.
Diese und viele darauf folgende Studien zeigten, dass in uneindeutigen Situationen andere Gruppenmitglieder als Informationsquelle herangezogen werden. Dies nennt man informativer sozialer Einfluss. Zur anderen Art des Konformitätsdrucks, dem normativen sozialen Einfluss, stammen die Grundlagenarbeiten von Solomon Asch.

### Robbers-Cave-Experimente
Şerif führte außerdem das sogenannte Ferienlagerexperiment durch. Dabei brachte er Jungen in einem Ferienlager zusammen, die sich zuvor noch nicht kannten. Die 22 Jungen wurden in zwei Bussen mit je 11 Passagieren unabhängig voneinander und an verschiedenen Plätzen des Robbers Cave State Parks abgesetzt. Die Jungen verbrachten zunächst mehrere Tage als zwei kleine Gruppen, welche getrennt voneinander Ausflüge unternahmen, bis sie ein Gruppengefühl entwickelt hatten. Danach ließ man die Gruppen gegeneinander in Wettbewerben antreten, welche jedoch zugunsten von immer derselben Gruppe manipuliert wurden. Es dauerte nicht lange, bis die Mitglieder der einen Gruppe die Mitglieder der anderen Gruppe beschimpften und ihnen gegenüber aggressiv wurden.
Nachdem man zwei rivalisierende Gruppen geschaffen hatte, begann das eigentliche Experiment. Zuerst ließ man beide Gruppen gemeinsam essen oder Filme sehen, jedoch reduzierte dies nicht die Stereotype und Gehässigkeiten zwischen den Gruppen. Erst als man den Gruppen Aufgaben stellte, die sie nur gemeinsam lösen konnten (z. B. durften sie einen Film nur sehen, wenn sie es alle gemeinsam taten), reduzierten sich die Stereotype nach und nach.
Mit diesem Experiment wurde gezeigt, dass es zum Abbauen von Stereotypen nicht reicht, genügend Kontakt zwischen den verschiedenen Gruppen herzustellen, sondern auch u. a. gemeinsame Ziele und aktive Zusammenarbeit notwendig sind. Diese Erkenntnisse bildeten die Grundlage u. a. für Elliot Aronsons Gruppenpuzzle-Konzept.
Die ARD-Dokumentation Wie Kinder zu Rivalen gemacht wurden greift das Experiment auf und setzt sich mit dem Thema auseinander.

## Schriften
- M. Sherif, C. W. Sherif: Experimentelle Untersuchungen zum Verhalten in Gruppen. In: J.-J. Koch (Hrsg.): Sozialer Einfluss und Konformität. Beltz Verlag, Weinheim und Basel 1977, S. 167–192.
- M. Sherif, C. W. Sherif: Social Psychology (Int. Rev. Ed.). Harper & Row, New York 1969.
- M. Sherif, O. J. Harvey, B. J. White, W. R. Hood, C. W. Sherif: Intergroup conflict and cooperation: the Robbers Cave experiment. University of Oklahoma Book Exchange, Norman 1961.
- M. Sherif, B. J. White, O. J. Harvey: Status in experimentally produced groups. In: American Journal of Sociology. Band 60, 1955, S. 370–379.
- M. Sherif, C. W. Sherif: Groups in harmony and tension. Harper & Row, New York 1953.
- M. Sherif, H. Cantril: The Psychology of Ego-Involvements. Wiley & Sons, New York 1946.